# Publius Cornelius Severus
Publius Cornelius Severus est un poète latin, contemporain d'Ovide.
Il fut enlevé par une mort prématurée. Il reste de lui un fragment sur la mort de Cicéron, qui devait appartenir à une épopée perdue. On lui a attribué le poème de l’Etna ; mais Johann Christian Wernsdorf pense que cet ouvrage est de Lucilius le Jeune.
Bien que Quintilien le décrive comme un « versificator quam poeta melior » (« meilleur versificateur que poète »), les quelques vers qui subsistent de lui à l'état de fragments font état d'un certain sens poétique, que lui a d'ailleurs reconnu Sénèque l'Ancien au moins pour les vers sur la mort de Cicéron.

## Fragment sur la mort de Cicéron
Le fragment en question est le suivant :
1. Oraque magnanimum spirantia paene virorum
2. in rostris jacuere suis, sed enim abstulit omnes,
3. tamquam sola foret, rapti Ciceronis imago.
4. Tunc redeunt animis ingentia consulis acta
5. jurataeque manus deprensaque foedera noxae
6. patriciumque nefas extinctum : poena Cethegi
7. dejectusque redit votis Catilina nefandis.
8. Quid favor aut coetus, pleni quid honoribus anni
9. profuerant, sacris exculta quid artibus aetas ?
10. Abstulit una dies aevi decus ictaque luctu
11. conticuit Latiae tristis facundia linguae.
12. Unica sollicitis quondam tutela salusque,
13. egregium semper patriae caput, ille senatus
14. vindex, ille fori, legum ritusque togaeque
15. publica vox saevis aeternum obmutuit armis.
16. Informes voltus sparsamque cruore nefando
17. canitiem sacrasque manus operumque ministras
18. tantorum pedibus civis projecta superbis
19. proculcavit ovans nec lubrica fata deosque
20. respexit : nullo luet hoc Antonius aevo.
21. Hoc nec in Emathio mitis victoria Perse
22. nec te, dire Syphax, non fecit in hoste Philippo,
23. inque triumphato ludibria cuncta Jugurtha
24. afuerunt nostraeque cadens ferus Hannibal irae
25. membra tamen Stygias tulit inviolata sub umbras.

« Et les bouches respirant presque encore de ces grands hommes reposèrent sur leurs rostres ; mais l’image de Cicéron assassiné, comme si elle fût seule, éclipsa toutes les autres. Alors reviennent à l’esprit les hauts faits du consul, les mains conjurées se levant contre lui, les criminelles alliances qu’il réprima, et le massacre des patriciens qu’il éteignit : reviennent à l’esprit la peine de Céthégus et Catilina renversé avec ses vœux sacrilèges. À quoi avaient servi la faveur ou les rassemblements, à quoi avaient servi des années remplies d’honneurs, à quoi avait servi une vie embellie par des arts consacrés ? Un seul jour a emporté avec lui la gloire de toute une époque, et l’éloquence endeuillée de la langue latine s’est tue de tristesse. Lui qui fut un jour l’unique rempart pour les citoyens inquiets, leur unique salut, lui qui fut toujours la tête éminente de la patrie, lui, le vengeur du sénat et du forum, la voix publique des lois, des rites et de la toge, voilà que de cruelles armes l’ont fait taire pour l’éternité. Son visage défiguré, ses cheveux éclaboussés d’un sang impie, ses mains saintes et ouvrières de si glorieux travaux, un citoyen les renversa et les foula de ses pieds orgueilleux, tout en triomphe, sans penser à retourner les yeux vers les dieux et la fragilité du destin : Antoine n’expiera jamais sa faute. La douce victoire ne prit de telles formes ni face à Persée de Macédoine, ni face à toi, funeste Syphax, ni face à l’ennemi Philippe ; et face à Jugurtha mené en triomphe, on ne vit toutes ces sortes d’humiliations ; et le cruel Hannibal succombant à notre colère emporta malgré tout sous les ombres stygiennes un corps non mutilé. »

## Source
Cet article comprend des extraits du Dictionnaire Bouillet. Il est possible de supprimer cette indication, si le texte reflète le savoir actuel sur ce thème, si les sources sont citées, s'il satisfait aux exigences linguistiques actuelles et s'il ne contient pas de propos qui vont à l'encontre des règles de neutralité de Wikipédia.